# Huracà de tipus Cap Verd

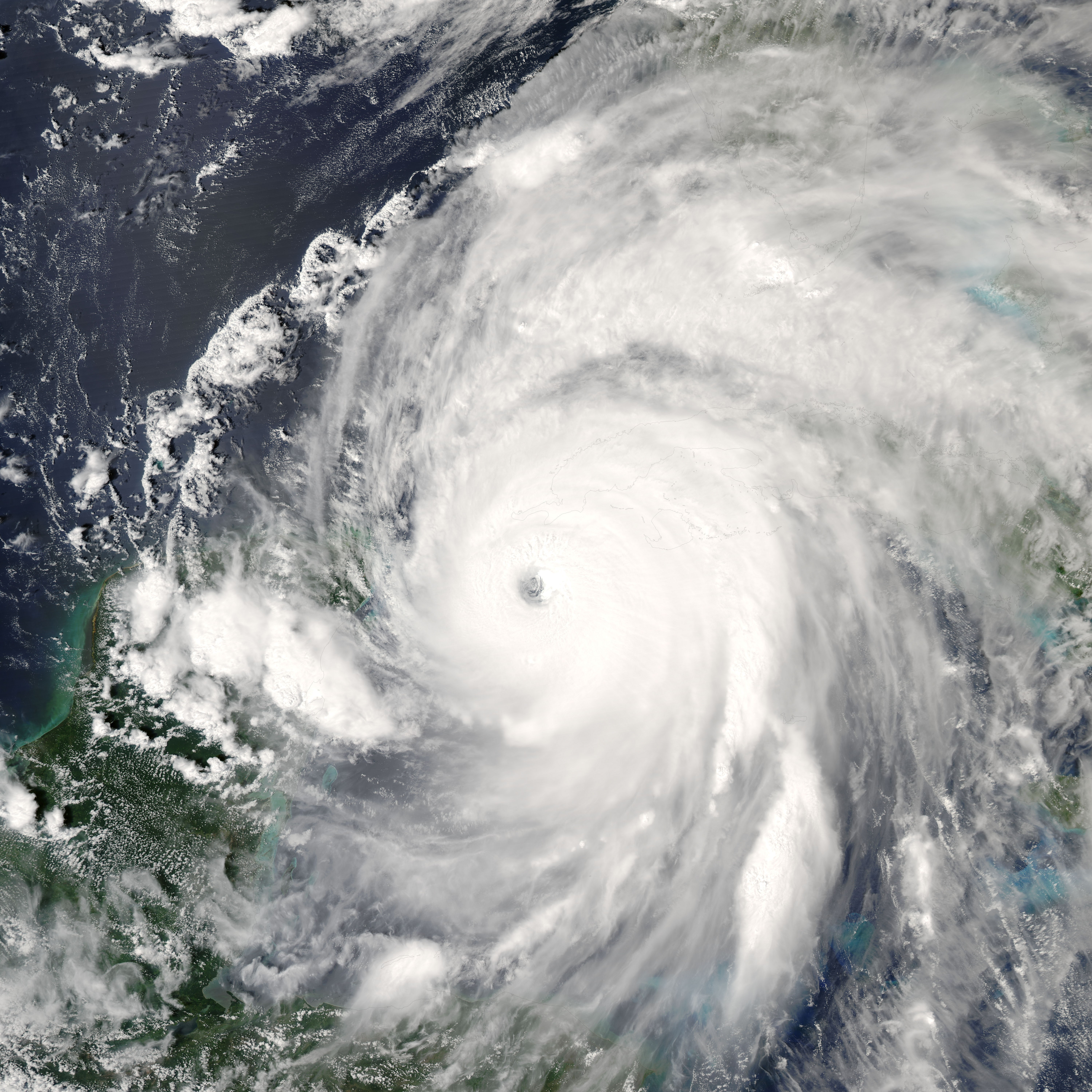
L'huracà Ivan, un huracà de tipus Cap Verd de categoria 5

Un huracà de tipus Cap Verd o huracà CV és un huracà de l'oceà Atlàntic que s'origina a l'àrea de les illes del Cap Verd, a una distància entre 1.000 i 600 km a l'oest de la costa del Senegal, a l'Àfrica Occidental. Neix com una tempesta tropical i després es converteix en huracà abans d'arribar al Carib.
La mitjana d'huracans per temporada se situa al voltant de dos huracans de tipus CV, que sovint són les tempestes més intenses de la temporada, car disposen d'una extensa superfície oceànica d'aigües obertes on desenvolupar-se abans de recalar en terra ferma. S'originen durant els mesos de juliol a octubre, però la majoria s'esdevenen a l'agost i al setembre. També hi ha anys on no hi ha les condicions per al seu desenvolupament. Al final de la temporada d'huracans és quan s'originen els de tipus Cap Verd. Molts dels huracans més potents que han arribat a Amèrica del Nord, es van originar en aquesta zona.

## Origen

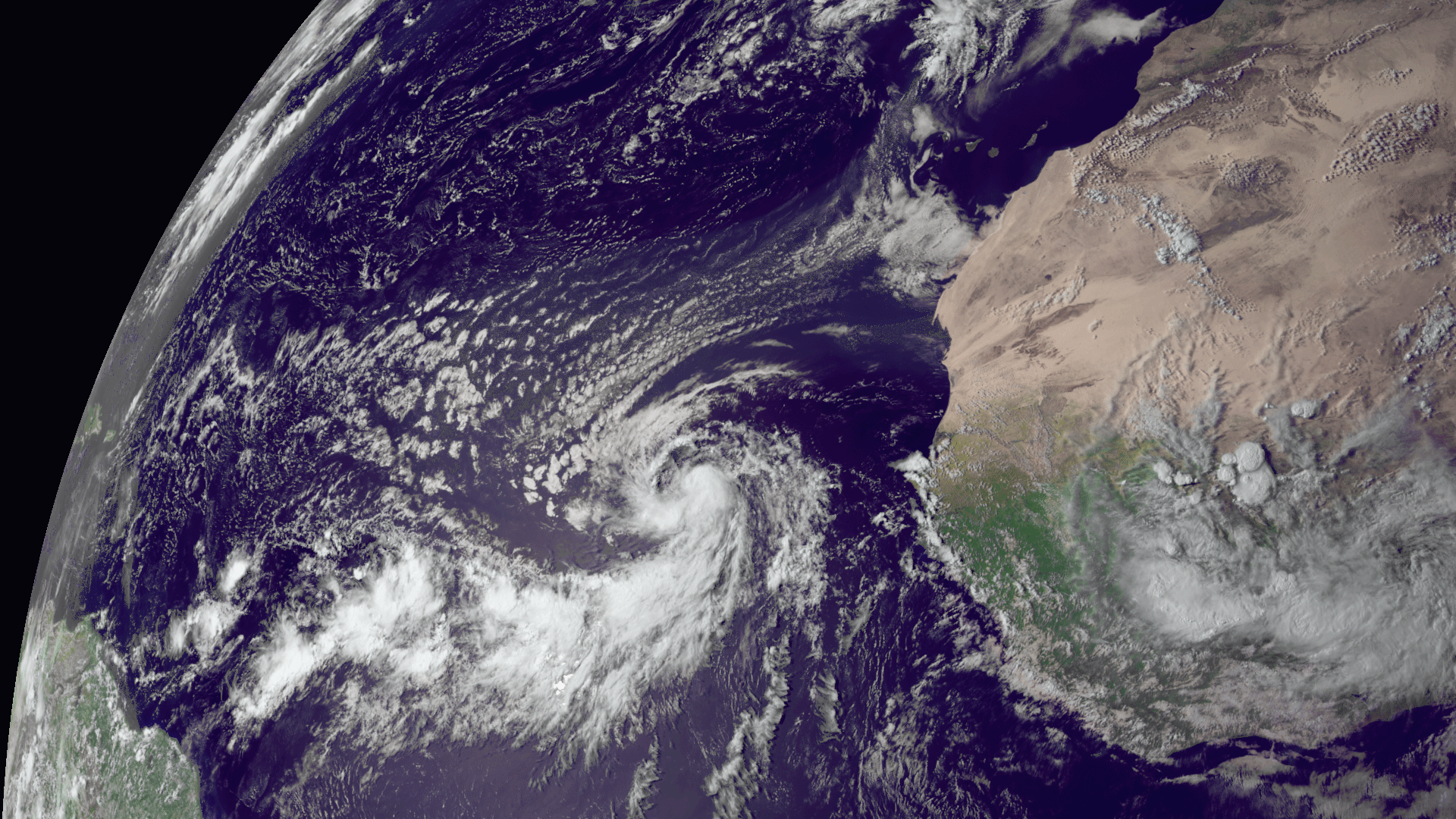
Cinquena tempesta tropical de la temporada 2013 anomenada Erin, a uns 300 km al sud-oest de les illes de Cap Verd. Imatge: Meteosat 9 a les 16:30 15-08-2013.

L'huracà es desenvolupa normalment a partir d'ones tropicals que es formen a la sabana africana durant l'estació humida i que després es mouen cap a les estepes.
El desert del Sàhara és on s'activa el procés. A l'estiu aquesta àrea de calor extrem produeix un corrent orientat cap a l'oest anomenat African Easterly Jet. Aquest corrent en raig pren potència i produeix un seguit de depressions que progressen cap a l'oest des de prop del golf de Guinea cap a l'oceà Atlàntic. Aquestes borrasques sovint s'enforteixen a la vora de les illes de Cap Verd i segueixen progressant cap a l'oest.
Aquest corrent en raig es manté més actiu durant els mesos de maig a setembre. Al maig i juny, les depressions que surten a l'Atlàntic produeixen fileres de tempestes que normalment s'esvaeixen a mesura que es desplacen cap a l'oest perquè la temperatura de l'aigua sobre l'Atlàntic encara no és prou càlida per produir una tempesta i el seu posterior desenvolupament com a huracà.

## Evolució

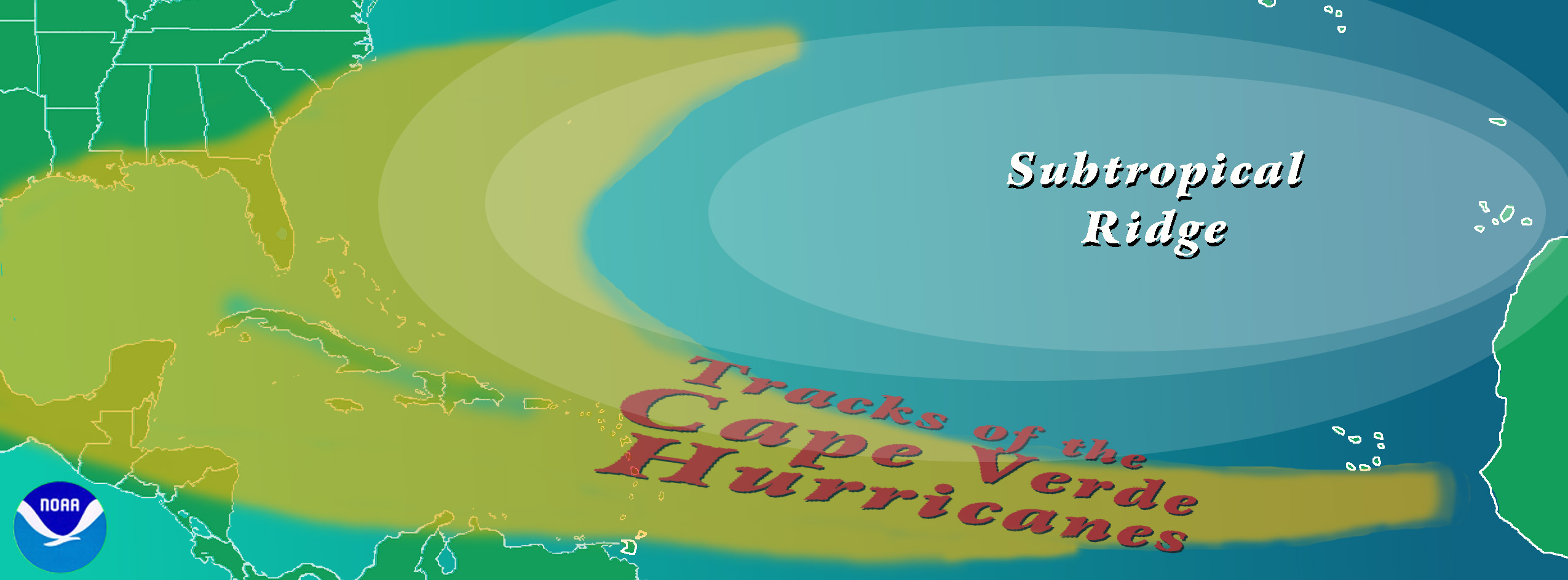
En groc es pot observar els recorreguts típics que realitzen els huracans de tipus Cap Verd

Les temperatures de l'aigua del mar, des de finals de juliol a octubre, esdevenen prou càlides perquè les tempestes tropicals guanyin força. La travessa de l'oceà Atlàntic permet encara un major reforçament abans de tocar el Carib i la costa nord-americana.
El huracans del tipus Cap Verd segueixen normalment la següent dinàmica i recorregut:
- S'origina una tempesta tropical davant l'àrea oceànica de cap Verd
- Entre els dies 1 (inici) i el cinquè dia, la tempesta s'endinsa en l'Atlàntic dirigint-se cap a l'oest
- Entre els dies 5 i 6 esdevé una depressió tropical i progressa cap a l'oest ascendint en latitud.
- Entre els dies 7 i 9 la depressió tropical s'enforteix (maduresa) arribant al Carib
- Entre els dies 9 a 15 arriba a la categoria d'huracà davant de Florida
- En el dies 16 a 17 ressegueix la costa nord-americana ascendint en direcció nord-est i s'afebleix (decadència) convertint-se en un cicló extratropical.
- A partir del dia 17, progressa en direcció est i s'endinsa de nou en l'Atlàntic fins a extingirse. Si encara manté prou potència, pot afectar la circulació atmosfèrca a la costa europea.[4]

Un dels huracans del tipus Cap Verd de més durada es va formar el 31 d'agost de 2021 davant la costa africana i l'endemà ja era una tempesta tropical anomenada Larry. La borrasca es va moure ràpidament a través de l'Atlàntic i es va enfortir fins a convertir-se en un huracà de categoria 1 el dia 2 de setembre. Després d'intensificar-se, Larry es va convertir en un huracà important de categoria 3 la matinada del 4 de setembre. El cicló tropical es va mantenir potent durant diversos dies superant la durada del darrer més potent, el Dorian el 2019. Larry va tocar Terranova l'11 de setembre, ja més afeblit, amb categoria 1 i aquest mateix dia va passar a ser un cicló extratropical. El 13 de setembre va ser absorbit per un altre cicló extratropical de major potència a prop de Groenlàndia.